# نحل أناضولي
موطنه أواسط الأناضول والشغالة تشبه النحل القبرصي لونها برتقالي مائل إلي البني وهو نحل جماع للعسل وهادئ وغير ميال للتطريد , ملكاته بياضة وتعمر طويلاً ,ومن عيوبه كثرة جمعه لمادة البروبوليس وعدم انتظام بناء العيون السداسية .